# Landgraf
Phong địa Bá tước (tiếng Đức: Landgraf; tiếng Hà Lan: Landgraaf; tiếng Thụy Điển: lantgreve; tiếng Pháp: landgrave; tiếng La Tinh: comes magnus, comes patriae, comes provinciae, comes terrae, comes principalis, lantgravius; tiếng Anh: Landgrave) là một tước hiệu quý tộc được sử dụng trong Đế chế La Mã Thần thánh, và các lãnh thổ cũ của nó sau này. Các tước hiệu trong tiếng Đức như Landgraf (Phong địa Bá tước), Markgraf (Phiên Hầu tước/Phiên địa Bá tước) và Pfalzgraf ("Hành cung Bá tước") cùng cấp bậc, và thấp cấp hơn với Herzog (Công tước) và cao hơn cấp Graf (Bá tước).